# Llista de compositors de cinema catalans
Aquesta és una selecció dels compositors catalans més representatius en el camp de la música per al cinema.
- August Algueró i Algueró (Barcelona 1906 - Madrid 1992)
- August Algueró i Dasca (Barcelona 1934 - Torremolinos 2011)[1]
- Joan Albert Amargós i Altisent (Barcelona 1950)
- Eduardo Arbide Amilibia (Dumaguete, Filipines, 1960)[1]
- Albert Argudo i Lloret (Barcelona 1945)
- Santi Arisa i Pujol (Manresa 1947)
- Josep Maria Bardagí i Freixas (Barcelona 1950-2001)
- Agustí Borgunyó i Garriga (Sabadell 1894 - Barcelona 1967)
- Manuel Camp i Oliveres (Manresa 1947)
- Xavier Capellas i Sans (Rubí 1962)[1]
- Josep Casas i Augé (Barcelona 1913-1988)
- Carles Cases i Pujol (Sallent 1958)
- Xavier Cugat i Mingall (Girona 1900-Barcelona 1990)
- Antoni Díaz i Conde (Barcelona 1914-Mèxic 1976)[1]
- Jordi Doncos i Ramos (Barcelona 1935 - Barcelona 1998)

- Joan Dotras i Vila (Barcelona 1900-Canet de Mar 1978)

- Joan Duran i Alemany (Barcelona 1896-Barcelona 1970)
- Enrique Escobar Sotés (Linares 1921-Barcelona 2004)[1]
- Rafael Ferrer i Fitó (Sant Celoni 1911-Barcelona 1988)
- Ramon Ferrés i Musolas (Valls 1878-Barcelona 1962)
- Robert Gerhard (Valls, 1896–Cambridge, 1970)
- Pasqual Godes i Terrats (Barcelona 1899-1944)
- Ricard Lamote de Grignon i Ribas (Barcelona 1899-1962)
- Frederic Martínez i Tudó (Barcelona 1907-1975)[1]
- Josep Mas i Portet "Kitflus" (Mollet del Vallès 1954)
- Jaume Mestres i Pérez (Barcelona 1907-1994)
- Ricard Miralles i Izquierdo (Barcelona 1944)[1]
- Xavier Montsalvatge i Bassols (Girona 1912-Barcelona 2002)
- Ramon Muntaner i Torruella (Cornellà de Llobregat 1950)
- Jordi Nogueras i Serret (Argentona 1961)[1]
- José Manuel Pagán (Lausana 1949)
- Joan Pineda i Sirvent (Barcelona 1931)
- Baltasar Samper i Marquès (Palma 1888-Ciutat de Mèxic 1966)
- Carles Santos i Ventura (Vinaròs 1940)
- Josep Solà i Sànchez (Mollet del Vallès 1930 - Barcelona, 2009)
- Jaume Torrents i Gutiérrez de Pando (Barcelona, 1900-1976)[1]
- Josep Maria Torrens i Ventura (Esparreguera, 1899-Barcelona, 1986)
- Joan Vives i Sanfeliu (Barcelona 1953)